# Provinciale Statenverkiezingen 1962
De Provinciale Statenverkiezingen 1962 waren Nederlandse verkiezingen die op 28 maart 1962 werden gehouden voor de leden van Provinciale Staten in de elf provincies.

## Aanloop
Om stemgerechtigd te zijn diende men de Nederlandse nationaliteit te hebben, op de dag van de stemming ten minste 23 jaar oud te zijn (de verlaging van de stemgerechtigde leeftijd naar 21 jaar volgde een jaar later) en op de dag van de kandidaatstelling te wonen in de provincie waarvoor de verkiezing plaatsvond. Nederlanders die in het buitenland woonden en niet ingeschreven stonden in een Nederlandse gemeente hadden geen stemrecht bij deze verkiezingen.
Ingezetenen van het Openbaar Lichaam Zuidelijke IJsselmeerpolders hadden geen stemrecht bij deze verkiezingen. Het Openbaar Lichaam Zuidelijke IJsselmeerpolders was nog niet ingedeeld bij een provincie.

## Uitslagen

### Opkomst
|                  | 1958      | 1958      | 1962      | 1962  |
| # stemmen        | %         | # stemmen | %         |       |
| ---------------- | --------- | --------- | --------- | ----- |
| Kiesgerechtigden | 6.320.702 |           | 6.652.883 |       |
| Niet opgekomen   | 352.907   | 5,58      | 431.559   | 6,49  |
| Opkomst          | 5.967.795 | 94,42     | 6.221.324 | 93,51 |
| Ongeldig/blanco  | 193.071   | 3,24      | 185.714   | 2,99  |
| Geldige stemmen  | 5.774.724 | 96,76     | 6.035.610 | 97,01 |

### Landelijk overzicht
| Zetelverdeling Provinciale Staten       | Zetelverdeling Provinciale Staten | Zetelverdeling Provinciale Staten | Zetelverdeling Provinciale Staten |
| Partij                                  | 1958                              | 1962                              | verschil                          |
| --------------------------------------- | --------------------------------- | --------------------------------- | --------------------------------- |
| Katholieke Volkspartij                  | 190                               | 217                               | +27                               |
| Partij van de Arbeid                    | 178                               | 207                               | +29                               |
|                                         |                                   |                                   |                                   |
| Anti-Revolutionaire Partij              | 63                                | 67                                |                                   |
| Christelijk-Historische Unie            | 59                                | 63                                |                                   |
| Protestants-Christelijke Groep          | 3                                 | 3                                 |                                   |
| Samenwerkende Christelijke Groeperingen | 1                                 | 1                                 |                                   |
| subtotaal                               | 126                               | 134                               | +8                                |
|                                         |                                   |                                   |                                   |
| Volkspartij voor Vrijheid en Democratie | 63                                | 64                                | +1                                |
| Pacifistisch Socialistische Partij      | 2                                 | 13                                | +11                               |
| Communistische Partij van Nederland     | 18                                | 13                                | -5                                |
| Staatkundig Gereformeerde Partij        | 11                                | 12                                | +1                                |
| Gereformeerd Politiek Verbond           | 2                                 | 3                                 | +1                                |
| Vrije Burgers                           | -                                 | 1                                 | +1                                |
| Boerenpartij                            | 0                                 | 1                                 | +1                                |
| provinciale partijen                    | 0                                 | 0                                 | -                                 |
| totaal                                  | 590                               | 665                               | +75                               |

### Uitslagen per provincie naar partij
| Provincie     | Aantal zetels per partij | Aantal zetels per partij | Aantal zetels per partij | Aantal zetels per partij | Aantal zetels per partij | Aantal zetels per partij | Aantal zetels per partij | Aantal zetels per partij | Aantal zetels per partij | Aantal zetels per partij | Aantal zetels per partij | Aantal zetels per partij | Aantal zetels per partij |
| Provincie     | KVP                      | PvdA                     | ARP                      | CHU                      | VVD                      | PSP                      | CPN                      | SGP                      | GPV                      | VB                       | BP                       | overig                   | totaal                   |
| ------------- | ------------------------ | ------------------------ | ------------------------ | ------------------------ | ------------------------ | ------------------------ | ------------------------ | ------------------------ | ------------------------ | ------------------------ | ------------------------ | ------------------------ | ------------------------ |
| Groningen     | 3                        | 21                       | 9                        | 5                        | 7                        | 2                        | 2                        | -                        | 2                        | -                        | -                        | -                        | 51                       |
| Friesland     | 3                        | 20                       | 12                       | 9                        | 4                        | 2                        | 1                        | 0                        | 0                        | -                        | -                        | -                        | 51                       |
| Drenthe       | 3                        | 21                       | 7                        | 6                        | 9                        | 0                        | 1                        | -                        | 0                        | -                        | 0                        | -                        | 47                       |
| Overijssel    | 18                       | 18                       | 6                        | 8                        | 5                        | 1                        | 1                        | 1                        | 1                        | 0                        | -                        | -                        | 59                       |
| Gelderland    | 23                       | 20                       | 6                        | 9                        | 6                        | 0                        | 0                        | 2                        | 0                        | -                        | 1                        | -                        | 67                       |
| Utrecht       | 15                       | 17                       | 7                        | 7                        | 6                        | 1                        | 0                        | 2                        | 0                        | -                        | -                        | 0                        | 55                       |
| Noord-Holland | 20                       | 27                       | 6                        | 4                        | 10                       | 5                        | 6                        | 0                        | 0                        | 1                        | -                        | 0                        | 79                       |
| Zuid-Holland  | 16                       | 32                       | 9                        | 8                        | 11                       | 2                        | 2                        | 3                        | 0                        | 0                        | -                        | 0                        | 83                       |
| Zeeland       | 10                       | 13                       | 5                        | 7                        | 4                        | 0                        | 0                        | 4                        | 0                        | -                        | -                        | -                        | 43                       |
| Noord-Brabant | 56                       | 10                       | 3                        | 3                        | 2                        | 0                        | 0                        | 0                        | -                        | -                        | -                        | -                        | 71                       |
| Limburg       | 50                       | 8                        | 1                        | 1                        | 0                        | 0                        | 0                        | -                        | -                        | -                        | -                        | -                        | 59                       |
| totaal        | 217                      | 207                      | 67                       | 63                       | 64                       | 13                       | 13                       | 12                       | 3                        | 1                        | 1                        | 0                        | 665                      |
| totaal        | 217                      | 207                      | 4                        |                          | 64                       | 13                       | 13                       | 12                       | 3                        | 1                        | 1                        | 0                        | 665                      |

Een "-" in de tabel betekent dat de betreffende partij bij de verkiezingen van 1962 in de betrokken provincie geen kandidatenlijst heeft ingediend.

## Eerste Kamerverkiezingen
De leden van Provinciale Staten kozen bij de Eerste Kamerverkiezingen op 16 mei 1963 in vier kiesgroepen een geheel nieuwe Eerste Kamer.
Provinciale Statenverkiezingen zijn daarmee behalve provinciaal ook nationaal van belang.
1910 · 
1913 · 
1916 · 
1919 · 
1923 · 
1927 · 
1931 · 
1935 · 
1939 · 
1946 · 
1950 · 
1954 · 
1958 · 
1962 · 
1966 · 
1970 · 
1974 · 
1978 · 
1982 · 
1985 · 
1987 · 
1991 · 
1995 · 
1999 · 
2003 · 
2007 · 
2011 · 
2015 · 
2019 · 
2023